# Lambda-cihalotrina
Cihalotrina, el nom químic de la qual és (RS)-α-cyano-3-fenoxibencil (1RS,3Rs)-3-[(Z)-clor-3,3,3-trifluoroprop-1-enil]-2,2-dimetil ciclopropà carboxilat i el seu nom comú és cialotrina (ISO), lambra-cihalotrina (ISO); Cyhalotrin, lamba (EPA) és un Insecticida piretroide utilitzat en la agricultura d'ampli espectre per a control de plagues ocasionades per insectes, coleòpters i Lepidòpters.

## Codis alfanumèrics
CAS 68085-85-8. CIPAC 405. PC Code 28867. PP 563.
Lambda-chalotrina' és una barreja d'isòmers altament actius de cihalotrina.

## Ingredient Actiu
Piretroide sintètic no sistèmic, de gran capacitat de penetració, amb activitat insecticida per contacte i ingestió, amb bon efecte de xoc i bona persistència que actua sobre el sistema nerviós dels insectes alternant el flux d'ions a través de la membrana nerviosa. S'ha observat que els piretroides que posseeixen un grup α-ciano causen una major prolongació de l'augment transitori de la permeabilitat de la membrana nerviosa durant l'excitació. El insecte que rep una dosi suficient entra en fase d'agitació seguida d'una paràlisi que condueix a la mort. Produeix una forta repelencia que evita reinvasions d'insectes en el cultiu. És actiu sobre insectes adults i també sobre els diferents estats larvaris especialment de lepidòpters i dípters. També proporciona un bon control preventiu dels virus de les plantes transmesos per insectes.
Gràcies al seu potencial insecticida s'aplica en dosis molt baixes en substància activa/ha (de 5 a 30g/ha) amb el qual la quantitat de residus que diposita en la collita és molt petita. Es fotodegrada ràpidament i és insoluble en aigua. És pràcticament immòbil en el sòl amb una vida inferior a 14 dies en sòls limosos i de 28 a 56 dies en argilo-llimosos, amb risc molt limitat de contaminar aqüífers. En sòls aerobis es degrada per via hidròlica i axidativa i té una vida mitjana d'unes tres setmanes. També es dispersa i redueix per via microbiana l'eficiència de la qual disminueix si la humitat del sòl és molt baixa o temperatura superior a 35 °C. Es considera poc persistent, i arriba a tindre una persistència de 12 setmanes.

## Camp d'activitat
Entre les nombroses plagues que controla destaquen: aranyes vermelles (Tetranychus spp), catarina de la papa (Leptinotarsa decemineleata), chinche cafè del sorgo (Oebalus mexicana), cuc agulla (Keiferia lycopersicella), cuc aglaner i o de la gemma (Heliothis virescens), cuc de la fruita (Helicoverpa zea), cuc cogoller (Spodoptera frugiperda), cuc del fruit de les cucurbitàcies (Helicoverpa armigera), eruga verda de la col (Trichoplusia ni), cuc soldat (Spodothera minsa), cucs del fruit (Heliothis sp), mariposita blanca de la col (Pieris rapae), mosca del Mediterrani (Caratitis capitata), mosca migde (Catarina sorghicola), mosqueta cotonosa (Aleurotrhixus floccosus), mosqueta blanca (Trialeurodes vaporariorum), mosqueta blanca del cotó (Bermisia tabaci), mosqueta blanca del tomata (Bermicia argentifolli), arna dors de diamant (Plutella xylostella), pugó del cotó i la col (Aphis gossypii), pugó myzus (Myzus persicae), trips del cotó (Thrips tabaci), trips occidental de les flors (Frankinella occidentalis), etc en cultius de alvocat, all, cotó, bròcoli, ceba, chile, col, tomàquet, frijol, blat de moro, papa, soja i blat.

## Recomanacions d'ús
No resulta fitotòxic per als cultius ni la temperatura afecta la seva eficàcia. Gràcies a la seva lipofília el producte és fàcilment retingut sobre els cultius tractats evitant-se el rentat per pluja. Quan es vagi a aplicar sobre crucíferes es recomana addicionar un humidificant a força d'éter nonfenil polietienglicol o polipropilenglicol, aquests cultius, com el nap, és important l'acció repel·lent de lambdacyalotrina contra Myzus persicae, transmissor del virus del mosaic (TuMV). Pot resultar perillós per als crustacis en època de reproducció. Es recomana evitar la contaminació de les aigües. Pot utilitzar-se en programes de lluita integrada en arròs. Extremadament tòxic a peixos i abelles. Lleugerament tòxic en aus.